# Kris McQuade
Kris McQuade es una actriz australiana conocida por sus participaciones en televisión y teatro.

## Carrera
En 1973 interpretó a Carol Green durante el episodio "Ski-Do" de la serie Matlock Police, un año después interpretó a Terri Williams en "Unchained". Ese mismo año interpretó a Jill Edwards durante el episodio "My Pretty Maid" en la serie Division 4, a Martha en "For Old Crimes Sake" y un año después a Pru Turner en "Mad About the Boy".
En 1974 apareció dos veces en la serie Homicide interpretando dos personajes diferentes: a Mary Turner en "A Thing of the Past" y a Sonia durante el episodio "The Graduation of Tony Walker".
Entre 1987 y 1989 interpretó a Elsie en las tres partes de la miniserie Fields of Fire. Ese mismo año interpretó a Janet, la madre de Louise (Emma Coles) en la película Two Friends.
El 2 de junio de 1993 apareció como invitada en varios episodios de la popular serie australiana Home and Away donde interpretó a Laura Brennan quien entrena a Damian Roberts hasta el 23 de julio del mismo año. Más tarde el 16 de junio de 2005 apareció de nuevo en la serie ahora interpretando a Noelene Baker, la madre de Peter y Dan Baker hasta el 5 de julio del mismo año.
En el 2005 se unió al elenco de la serie Supernova donde interpretó a la profesora Pip Cartwright hasta el final de la serie en el 2006.
En el 2009 apareció en un episodio de la serie My Place donde interpretó a una abuela, anteriormente había aparecido por primera vez en la serie ese mismo año donde interpretó a la amiga de Bev en el episodio "2008 Laura".
En el 2013 se unió al elenco principal de la primera temporada de la serie Wentworth donde interpretó a la prisionera Jacs Holt, quien cumple una sentencia por asesinato hasta el final de la primera temporada después de que su personaje fuera asesinado por la prisionera Bea Smith luego de que la apuñalara en el cuello con una pluma.
Ese mismo año apareció como invitada en la serie A Place to Call Home donde interpretó a Grace Stevens, la madre de Sarah Adams (Marta Dusseldorp).

## Filmografía

### Series de Televisión
| Año         | Título                          | Personaje           | Notas                                      |
| ----------- | ------------------------------- | ------------------- | ------------------------------------------ |
| 1967        | Bellbird                        | -                   | -                                          |
| 1973        | Certain Women                   | Christine Clayton   | -                                          |
| 1974        | Homicide                        | Mary Turner         | episodio "A Thing of the Past"             |
| 1974        | Division 4                      | Pru Turner          | episodio "Mad About the Boy"               |
| 1974        | Ryan                            | -                   | episodio "A Deep Dark Place"               |
| 1974        | Matlock Police                  | Terri Williams      | episodio "Unchained"                       |
| 1976        | Alvin Purple                    | Elsie               | episodio "The Postman"                     |
| 1976        | King's Men                      | -                   | episodio "Final Curtain"                   |
| 1977        | Bluey                           | Judy Browning       | episodio "Whole of Life"                   |
| 1979        | Love Thy Neighbour in Australia | Liz                 | episodio "Who's a Naughty Boy?"            |
| 1979        | Skyways                         | Faye Peterson       | 49 episodios                               |
| 1981        | Punishment                      | Kate Randall        |                                            |
| 1982        | A Country Practice              | Trudi               | 2 episodios                                |
| 1983        | Scales of Justice               | Kate Hardman        | miniserie                                  |
| 1985        | Palace of Dreams                | -                   | miniserie                                  |
| 1987        | Fields of Fire                  | Elsie               | miniserie                                  |
| 1988        | Fields of Fire II               | Elsie               | miniserie                                  |
| 1989        | Fields of Fire III              | Elsie               | miniserie                                  |
| 1989        | The Flying Doctors              | Caz                 | episodio "Dad's Little Bloke"              |
| 1991 - 1992 | Boys from the Bush              | Delilah             | 12 episodios                               |
| 1993        | Home and Away                   | Laura Brennan       | 10 episodios                               |
| 1994        | A Country Practice              | Helen Ross          | episodio "Running Wild"                    |
| 1994        | G.P.                            | Julia Priestley     | episodio "That Old Black Magic"            |
| 1995        | Blue Heelers                    | Maureen Powers      | episodio "Protected Species"               |
| 1996        | House Gang                      | Raelene             | episodio "Winners"                         |
| 1997        | Return to Jupiter               | Gillian             | episodio "Shipwreck"                       |
| 1997        | Fallen Angels                   | Jude                | episodio "All Things Bright and Beautiful" |
| 1998        | Medivac                         | Carmel              | episodio "Denial"                          |
| 1999        | Wildside                        | Elizabeth Holland   | episodio # 2.20                            |
| 1999        | The Last Resort                 | -                   | -                                          |
| 2000        | Grass Roots                     | Cheryl Da Costa     | episodio "October to March"                |
| 2001        | The Farm                        | Pat McCormick       | miniserie                                  |
| 2002        | Stingers                        | Dossie Logan        | episodio "Old Scores"                      |
| 2003        | Snobs                           | Mrs. Lewis          | episodio # 1.20                            |
| 2005 - 2006 | Supernova                       | Pip Cartwright      | 12 episodios                               |
| 2007        | All Saints                      | Dorothea Louden     | episodio "Cutting Free"                    |
| 2009        | The Circuit                     | Terri Oliver        | 2 episodios                                |
| 2009        | My Place                        | Abuela              | episodio "1998: Mohammad"                  |
| 2011        | Killing Time                    | Kath Pettingill     | 6 episodios                                |
| 2011 - 2012 | Packed to the Rafters           | Brenda Fraser       | 3 episodios                                |
| 2013        | Wentworth                       | Jacs Holt           | 10 episodios                               |
| 2013        | A Place to Call Home            | Grace Stevens       | 2 episodios                                |
| 2014        | Rake                            | -                   | -                                          |
| 2016        | The Kettering Incident          | Dra. Fiona McKenzie | 6 episodios                                |

### Películas
| Año  | Título                             | Personaje       | Notas                                                                                               |
| ---- | ---------------------------------- | --------------- | --------------------------------------------------------------------------------------------------- |
| 1973 | Alvin Purple                       | Samantha        | junto a Graeme Blundell, Lynette Curran, Christine Amor & Dina Mann                                 |
| 1973 | Come Out Fighting                  | Anfitriona      | junto a Micheal Karpaney, Joey Collins, Bethany Lee & Martin Phelan                                 |
| 1974 | Alvin Rides Again                  | Mandy           | junto a Graeme Blundell, Alan Finney, Gus Mercurio & Noel Ferrier                                   |
| 1975 | The True Story of Eskimo Nell      | Lil             | junto a Max Gillies, Serge Lazareff, Butcher Vachon & Jerry Thomas                                  |
| 1975 | The Firm Man                       | Secretaria      | junto a Peter Cummins, Eileen Chapman, Bethany Lee, Peter Carmody & Max Gillies                     |
| 1977 | The Love Letters from Teralba Road | Barbara         | junto a Gia Carides, Bryan Brown, Joy Hruby & Kevin Leslie                                          |
| 1979 | Harvest of Hate                    | Ruth Grant      | junto a Dennis Grosvenor, Michael Aitkens, Richard Meikle & John Orcsik                             |
| 1979 | Kostas                             | Jenny           | junto a Wendy Hughes, Chris Haywood, Tony Llewellyn-Jones, Graeme Blundell & Norman Kaye            |
| 1982 | Lonely Hearts                      | Rosemarie       | junto a Wendy Hughes, Norman Kaye, Julia Blake, Jonathan Hardy & Chris Haywood                      |
| 1982 | And/Or = One                       | Samantha        | junto a David Bracks, Vincent Gil & Bridget Murphy                                                  |
| 1982 | Fighting Back                      | Mrs. Goodwood   | junto a Lewis Fitz-Gerald, Paul Smith, Caroline Gillmer & Robyn Nevin                               |
| 1983 | Goodbye Paradise                   | Hooker          | junto a Ray Barrett, Robyn Nevin, Janet Scrivener & Kate Fitzpatrick                                |
| 1983 | Now and Forever                    | Matilda Spencer | junto a Cheryl Ladd, Carmen Duncan, Christine Amor & Robert Coleby                                  |
| 1983 | Buddies                            | Stella          | junto a Harold Hopkins, Colin Friels, Norman Kaye & Bruce Spence                                    |
| 1985 | The Coca-Cola Kid                  | Juliana         | junto a Eric Roberts, Greta Scacchi, Chris Haywood, Gia Carides & Max Gillies                       |
| 1985 | Stock Squad                        | -               | junto a Gerard Kennedy, Martin Sacks, Richard Meikle & Michael O'Neill                              |
| 1985 | Remember Me                        | Sue             | junto a Wendy Hughes, Jack Ellis & Robert Grubb                                                     |
| 1986 | The Surfer                         | Trish           | junto a Gary Day, Tony Barry, Gerard Maguire & Stephen Leeder                                       |
| 1987 | Two Friends                        | Janet           | junto a Kris Bidenko, Denise Roberts, Steve Bisley, Peter Hehir & Stephen Leeder                    |
| 1991 | Rose Against the Odds              | Shirley Rennie  | junto a Paul Williams, Tony Barry, Steve Jacobs & Jacinta Stapleton                                 |
| 1992 | Strictly Ballroom                  | Charm Leachman  | junto a Paul Mercurio, Tara Morice, Bill Hunter, Pat Thomson, Barry Otto & Gia Carides              |
| 1993 | Broken Highway                     | Mujer           | junto a Aden Young, David Field, Bill Hunter, William McInnes & Claudia Karvan                      |
| 1994 | Resistance                         | Ruth            | junto a Lorna Lesley, Jennifer Claire, Bob Noble & Allan Penney                                     |
| 1995 | Gorgeous                           | Deirdre         | corto - junto a Judith Lucy, Mick Molloy & Lynda Gibson                                             |
| 1995 | Billy's Holiday                    | Kate Hammond    | junto a Drew Forsythe, Max Cullen, Geneviève Lemon, Richard Roxburgh, Rachael Coopes & Sacha Horler |
| 1995 | Roses Are Red                      | Di              | corto - junto a Dina Gillespie, Jacqueline McKenzie & David Wenham                                  |
| 1996 | McLeod's Daughters                 | Meg             | junto a Jack Thompson, Tammy MacIntosh, Simone Kessell, Robert Mammone & Kym Wilson                 |
| 1997 | The Sapphire Room                  | Voz del Cuarto  | corto - junto a Alister Lowke & Rowan Woods                                                         |
| 1999 | Milk                               | Mujer           | corto - junto a Arthur Dignam & Damon Eggleton                                                      |
| 2000 | Better Than Sex                    | Taxista         | junto a David Wenham, Susie Porter, Catherine McClements, Jason Clarke & Imelda Corcoran            |
| 2001 | Mullet                             | Gwen Maloney    | junto a Ben Mendelsohn, Susie Porter, Wayne Blair, Peta Brady, Nash Edgerton & Bryan Brown          |
| 2003 | Preservation                       | Mrs. Harrison   | junto a Jacqueline McKenzie, Jack Finsterer, Simon Burke & Genevieve Hegney                         |
| 2003 | Ned Kelly                          | Ellen Kelly     | junto a Joel Edgerton, Mandy McElhinney & Emily Browning                                            |
| 2005 | Hell Has Harbour Views             | Pam             | junto a Matt Day, Lisa McCune, Marta Dusseldorp, Peter O'Brien, Steve Bisley & Freya Stafford       |
| 2007 | December Boys                      | Mrs. McAnsh     | junto a Sullivan Stapleton, Victoria Hill & Max Cullen                                              |
| 2009 | Subdivision                        | Betty Kelly     | junto a Gary Sweet, Steve Bisley, Bruce Spence & Aaron Fa'aoso                                      |

### Teatro[2]
| Año             | Obra                            | Personaje     | Director (a)     | Teatro               | Notas                                                                   |
| --------------- | ------------------------------- | ------------- | ---------------- | -------------------- | ----------------------------------------------------------------------- |
| 1971            | The Balcony                     | -             | Alexander Hay    | The Old Tote Theatre | junto a Christine Amor, John Walton & Beatrice Watts                    |
| 1971            | Peer Gynt                       | -             | -                | The Old Tote Theatre | junto a Christine Amor, Barbara Llewellyn & Tony Llewellyn-Jones        |
| 1971            | Women Beware Women              | -             | Aarne Neeme      | The Old Tote Theatre | junto a Christine Amor, Barbara Llewellyn & Tony Llewellyn-Jones        |
| 1971            | The Beggar's Opera              | -             | Aubrey Mellor    | The Old Tote Theatre | junto a Christine Amor, Barbara Llewellyn & John Walton                 |
| 1974            | Muriel                          | -             | Rex Cramphorn    | Jane St. Theatre     | junto a Mervyn Drake, Vivienne Garrett, Robyn Nevin & Bjarne Ohlin      |
| 1975            | Interplay                       | -             | Rex Cramphorn    | Jane St. Theatre     | junto a Mervyn Drake, Iain Lang & John Walton                           |
| 1975            | Berenice                        | -             | Rex Cramphorn    | -                    | junto a Margaret Cameron, Mervyn Drake, Robyn Nevin & Ron Rodger        |
| 1976            | The Duchess of Malfi            | -             | Rex Cramphorn    | Nimrod Theatre       | junto a Carol Burns, Peter Carroll & Barry Otto                         |
| 1977            | The Lower Depths                | -             | Liviu Ciulei     | Drama Theatre        | junto a John Bell, Ralph Cotterill, Ben Gabriel & Maggie Kirkpatrick    |
| 1978            | Rock-Ola                        | -             | Richard Wherrett | Scott Theatre        | junto a Tony Llewellyn-Jones, Jacki Weaver & Robin Ramsay               |
| 1980            | Oresteia                        | -             | John Bell        | -                    | junto a Paul Bertram, Carol Burns, Ralph Cotterill & Colin Friels       |
| 1982            | The Butterflies of Kalimantan   | -             | Robyn Nevin      | Stables Theatre      | junto a Don McDonald, Judy Morris, Michael O'Neill & Robin Ramsay       |
| 1983            | Mission Molly Morgan            | -             | Brent McGregor   | -                    | -                                                                       |
| 1984            | King Lear                       | -             | Aubrey Mellor    | York Theatre         | junto a Judy Davis, Colin Friels, John Howard & Geoff Morrell           |
| 1992            | The Rain Dancers                | -             | Rodney Fisher    | Wharf Theatre        | junto a Bryan Brown, Rebecca Frith & Iris Shand                         |
| 1994            | Big Toys                        | -             | Adam Cook        | Marian St. Theatre   | junto a Danny Adcock & David Field                                      |
| 1998-1999, 2001 | Cloudstreet                     | Dolly Pickles | Neil Armfield    | Royal N. Theatre     | junto a Dan Wyllie, Simon Lyndon & Max Cullen                           |
| 2000            | A Cheery Soul                   | -             | Neil Armfield    | Drama Theatre        | junto a Vanessa Downing, Chris Haywood, Geoff Morrell & Rohan Nichol    |
| 2002            | Wicked Sisters                  | -             | Kate Gaul        | Stables Theatre      | junto a Judi Farr, Belinda Giblin & Linden Wilkinson                    |
| 2003            | The Threepenny Opera            | -             | Benedict Andrews | Belvoir St. Theatre  | junto a Pippa Grandison, Robert Menzies & Wayne Pygram                  |
| 2003            | The One Day of the Year         | -             | David Berthold   | Civic Theatre        | junto a Nathaniel Dean, Ron Haddrick & Max Cullen                       |
| 2004            | Our Lady of Sligo               | Mai           | -                | Belvoir St. Theatre  | junto a Genevieve O'Reilly, Russell Kiefel & George Whaley              |
| 2005            | The Odyssey                     | -             | Michael Kantor   | -                    | junto a Leon Ewing, Francis Greenslade & Belinda McClory                |
| 2004, 2005      | Parramatta Girls                | -             | Wesley Enoch     | Belvoir St. Theatre  | junto a Judi Farr, Justine Clarke & Deborah Mailman                     |
| 2007            | The Adventures of Snugglepot... | -             | Neil Armfield    | Regal Theatre        | junto a Hollie Andrew, Ana Maria Belo, Simon Burke & Andrew Koblar      |
| 2008 - 2010     | When The Rain Stops Falling     | -             | Chris Drummond   | Scott Theatre        | junto a Paul Blackwell, Carmel Johnson, Anna Lise Phillips & Neil Pigot |
| 2010            | Love Me Tender                  | -             | Matthew Lutton   | Belvoir St. Theatre  | junto a Luke Hewitt, Belinda McClory, Arky Michael & Colin Moody        |
| 2011            | Neighbourhood Watch             | Milova        | Simon Stone      | Belvoir St. Theatre  | junto a Charlie Garber, Stefan Gregory, Ian Meadows & Robyn Nevin       |
| 2013            | Maggie Stone                    | -             | Geordie Brookman | -                    | -                                                                       |

## Premios y nominaciones
| Año  | Categoría                                              | Premio      | Serie/Películas | Resultado |
| ---- | ------------------------------------------------------ | ----------- | --------------- | --------- |
| 1982 | Best Actress in a Supporting Role                      | AFI Award   | Fighting Back   | Ganó      |
| 1983 | Best Actress in a Lead Role                            | AFI Award   | Buddies         | Nominada  |
| 1993 | Best Actress in a Supporting Role                      | AFI Award   | Broken Highway  | Nominada  |
| 2000 | Best Performance by an an Actress in a Supporting Role | AFI Award   | Better Than Sex | Nominada  |
| 2006 | Best Performance in Television Comedy                  | AFI Award   | Supernova       | Nominada  |
| 2014 | Most Outstanding Performance by an Actor - Female      | ASTRA Award | Wentworth       | Nominada  |
| 2014 | Best Guest or Supporting Actress in a Television Drama | AACTA Award | Wentworth       | Nominada  |